# Horst P. Horst
Horst Paul Albert Bohrmann conosciuto anche come Horst P. Horst (Weißenfels, 14 agosto 1906 – Palm Beach, 18 novembre 1999) è stato un fotografo tedesco naturalizzato statunitense, conosciuto per le sue fotografie di donne e di moda scattate mentre lavoravano.

## Biografia

### Infanzia
Horst nacque a Weißenfels-an-der-Saale, in Germania, da Klara Schönbrodt e Max Bohrmann. Suo padre era un mercante di successo. Durante la sua adolescenza, conobbe la danzatrice Eva Weidemann a casa di suo zio, che accese il suo interesse per l'arte Avanguardia. Nei tardi anni venti, Horst studiò a Hamburg Kunstgewerbeschule, posto che lasciò per andare a Parigi a studiare con Le Corbusier.

### Giovinezza
Mentre era a Parigi, fece amicizia con molte persone della comunità artistica e fu presente a molte gallerie. Nel 1930 conobbe il fotografo di Vogue, Baron George Hoyningen-Huene, un nobile mezzo Baltico e mezzo americano, divenendone amante. Viaggiò in Inghilterra con lui quell'inverno. Là visitarono il fotografo Cecil Beaton, che stava lavorando per l'edizione inglese di Vogue. Nel 1931, Horst iniziò la sua associazione con Vogue, pubblicando la sua prima foto nell'edizione francese di Vogue nel novembre di quell'anno. Ha in quegli anni una discussa relazione con il regista e conte italiano Luchino Visconti.
La sua prima mostra fu tenuta a La Plume d'Or a Parigi nel 1932. Fu fatta una recensione da Janet Flanner del The New Yorker, e questa, apparsa dopo la chiusura della mostra, fece diventare Horst istantaneamente famoso. Horst fece un ritratto di Bette Davis lo stesso anno, primo di una serie di ritratti di celebrità che voleva fotografare durante la sua vita. In due anni aveva fotografato tra le altre Noël Coward, Yvonne Printemps, Lisa Fonssagrives, Natasha Paley, Scremin Marco, Cole Porter, Elsa Schiaparelli.
Horst affittò un appartamento a New York nel 1937 e mentre risiedeva là conobbe Coco Chanel che Horst chiamò la regina di tutte le cose (the queen of the whole thing). Fece fotografie delle sue linee di moda per tre decenni.
Conobbe un diplomatico inglese, Valentine Lawford, nel 1938 e vissero insieme come coppia fino alla morte di Lawford, avvenuta nel 1991. Adottarono e crebbero insieme un figlio, Richard J. Horst.
Nel 1940, Horst prese la cittadinanza degli Stati Uniti. Entrò nell'esercito il 2 luglio 1943. Il 21 ottobre ricevette la cittadinanza americana come Horst P. Horst. Così divenne fotografo dell'esercito, e la maggior parte dei suo lavori venne stampata sulla rivista Belvoir Castel. Nel 1945 fotografò il presidente Harry Truman del quale divenne amico, e, in seguito, tutte le first ladies del secondo dopoguerra all'invito alla Casa Bianca.
Nel 1947, Horst si spostò a Oyster Bay, New York. Disegnò da solo la costruzione bianca di stucco, con design ispirato dalle case che aveva visto in Tunisia durante la sua relazione con Hoyningen-Huene.

### Ultimi anni di vita
Negli anni sessanta, incoraggiato dall'editrice di Vogue Diana Vreeland, Horst iniziò una serie di fotografie che illustravano il modo di vita dell'alta società internazionale. Gli articoli vennero scritti dal compagno del fotografo, Valentine Lawford. Da questo momento fino quasi al giorno della sua morte, Horst spese la maggior parte del suo tempo viaggiando e fotografando. A metà degli anni settanta, iniziò a lavorare per House & Garden.
Morì a casa sua a Palm beach Gardens, in Florida, all'età di 93 anni.

## Pubblicazioni
Libri contenenti fotografie di Horst:
- 1944 Photographs of a Decade
- 1946 Patterns from Nature - una collezione di piante ancora in vita
- 1984 Horst, His Work and His World
- 1971 Salute to the Thirties (A Studio Book)
- 1991 Horst - Sixty Years of Photography - questo libro contiene una selezione dei suo lavori, incluse le sue foto più famose.
- Horst Portraits : 60 Years of Style
- 1993 Horst : Interiors
- 1997 Horst P Horst: Magician of Lights
- Spezial Fotografie: Portfolio No. 24